# Ritual (álbum de Davi Sabbag)
Ritual é o primeiro álbum de estúdio do cantor e compositor brasileiro Davi Sabbag, lançado em 27 de setembro de 2019 de forma independente e distribuído digitalmente nas plataformas digitais pela Milk Digital. O álbum conta com produção de Sabbag, juntamente com produtores que ele trabalhou anteriormente, como Pedrowl e Fábio Smeili, além de novas colaborações, como Iuri Rio Branco e Sants. O álbum traz uma atmosfera intimista com produções que se intercalam entre si, originando-se primariamente do gênero R&B, além de ter influências de música pop, disco, baião e reggae.
O álbum recebeu críticas extremamente positivas, com os críticos destacando a autenticidade, originalidade e coesão do álbum, além dos vocais do cantor e a mistura de ritmos. Dois singles foram lançados precedendo o lançamento do álbum: "Ritual" (faixa título) e "Ficar Sem Você", com ambas ganhando videoclipes lançados juntamente com os respectivos singles nas plataformas digitais. Com o lançamento do álbum, mais dois singles foram lançados: "Banquete" (que conta com participação do cantor Jaloo) e "Não Faz Diferença" (que conta com a participação da cantora Urias). Uma versão deluxe do álbum foi lançada em 8 de maio de 2020, contando com novas faixas e o single "Só Mais Uma" (dueto com Filipe Papi), lançado no dia anterior.

## Desenvolvimento
Após anunciar a produção de novas músicas no final de 2017, Davi Sabbag comentou: "Tô muito feliz que vou poder trabalhar no meu [álbum] solo ano que vem." Em 24 de julho de 2018, Sabbag lançou "Tenho Você" como primeiro single solo do que se tornaria o seu primeiro extended play (EP), Quando. Com o eminente lançamento do EP em novembro de 2018, Davi comentou que iniciaria a produção do seu primeiro álbum solo apenas em 2019. No dia 14 de janeiro de 2019, o cantor foi ao Twitter para confessar que estava trabalhando no álbum, dizendo: "Nesse momento, organizando composições e fazendo a limpa no meu computador para as novas músicas e próximas produções," usando a hashtag #D2 (diminutivo de Davi 2) para anunciar que esse seria o seu segundo lançamento.
Para a construção do álbum, Davi revelou ter adentrado o seu lado emocional, afirmando: "Eu consegui achar um caminho que foi fazer o que eu tava sentindo, sem pensar muito. Acho que esse lugar do pensamento é muito racional, e quando você sente, você consegue entender melhor. Então, todo esse processo foi muito emocional, foi feito sentindo. Eu escutava as músicas que chegavam de outros produtores, eles davam liberdade total e eu mexia como tava sentindo que tinha que ser. Quando tivesse do jeito que me agradasse tava pronto, do jeito que eu achasse que estava condizente com a verdade que eu queria passar." Ainda segundo o cantor, o álbum surgiu após o término de seu relacionamento, com ele enfatizando: "Tinha acabado de terminar, fazia um mês, e eu tinha escrito um CD que era bem sofrido. Aí, acabou que eu não queria esse momento, queria falar das coisas boas. De certa forma, eu posso fazer no futuro, mas neste momento, queria falar das coisas de uma forma positiva. E, se eu fosse falar da falta, que eu falo muito, que a música pelo menos fosse animada".

## Composição
Ritual é um álbum minimalista em sua produção, trazendo uma ligação entre as faixas que funcionam como um fio que conecta o álbum do começo ao fim. Para o cantor, "o tema central de 'Ritual' é o amor, mas é também o desejo e a falta". Segundo ele, o álbum explora seu lado espiritual e a busca pela espiritualidade nos relacionamentos, adicionando: "Esse é um disco para diversos momentos, serve para tudo. Um disco para relaxar, para ouvir com os amigos, para colocar num domingo. Ele serve para o frio e para o calor. E é isso, a gente faz a música e depois que joga pro mundo, cada um reflete a arte de uma forma, então isso é algo que é muito solto."
Sonoramente, Ritual perpassa por diversos ritmos, sendo encabeçado primariamente pelo R&B e vertentes do pop, além de ritmos nordestinos e reggae, entre outros. Segundo Davi, "nesse CD gosto muito de ser plural nos ritmos. Acho que isso caracteriza o pop também, você poder brincar, experimentar com todos os ritmos. Tem muita referência do Brasil, eu quis explorar bastante a Bahia, os ritmos daqui e continua também tendo muita influência do R&B". Sobre as influências, ele acrescentou: "Posso citar Geraldo Azevedo, que escutei bastante pra fazer esse disco, e todos os R&Bs de fora, como Kelela, SZA, Daniel Caesar. Também tem Tim Maia, Caetano, Luedji Luna, BaianaSystem. É um caldeirão que eu faço, que eu sou." O álbum também com diversas participações como Jaloo, Kafé, Urias e Filipe Papi (na edição deluxe).

## Recepção da crítica
| Críticas profissionais | Críticas profissionais |
| Avaliações da crítica  | Avaliações da crítica  |
| Fonte                  | Avaliação              |
| ---------------------- | ---------------------- |
| Medium                 | [ 5 ]                  |
| Zint                   | Positiva               |

Ritual foi bem recebido pelos críticos de música. Agnes Nobre do Zint teceu diversos elogios ao álbum, destacando que o álbum "traz infinitas facetas do cantor, com a predominância de baladas românticas contracenando dor e decepções através de canções lentas – contrastando com uma uma quebra das faixas dançantes." A autora também eligou a mescla de ritmos presente no álbum, analisando também a performance vocal de Davi, que segundo ela, "na voz suave de Davi, as letras sobre amores e desamores ganham um ar de sensualidade e plenitude." Além de elogiar as faixas "Ritual" e "Ficar Sem Você", Agnes detacou como as faixas destacáveis "'Saiba', que foge do gênero musical escolhido por Davi, 'Maçã', pela nostalgia do Nordeste, e 'Banquete' pela sensualidade e mistério. Agnes finalizou a análise pontuando que "Ritual esbanja sinceridade. Davi deixa claro que está em busca de sua personalidade como artista solo e que tem se divertido em descobrir seu universo. O que prevalece em seu primeiro projeto solo é autenticidade e originalidade, com a mescla de estilos e conceitos utilizados."
Lucas B. Sales do Medium avaliou o álbum com 7.6 de 10 estrelas, destacando que o álbum "consolidou o talento de Davi ao entregar uma obra coesa em sua proposta e conteúdo, diminuída apenas por alguns tropeços que tornam o corpo do trabalho um pouco mais genérico do que o desejável." Os vocais do cantor também foram elogiados, com Lucas analisando, "Dono de uma voz suave que na maioria das vezes parece perturbadoramente sedutora, Davi conduz o ouvinte por uma jornada de desejo e espiritualidade que é genuinamente brasileira e atual. [...] Davi canta sobre os amores de sua vida com um olhar que surpreende pela tentativa de ressignificar a dor e a decepção, de focar no aspecto positivo das experiências, e creio que é esse otimismo pincelado por cima de todas as canções que faz de Ritual um álbum tão agradável de se ouvir." O autor encerrou a análise destacando que "Ritual se preocupa em seguir o seu conceito, e para isso constrói um universo sensorial e capaz de prender o ouvinte em uma jornada psicodélica pelas adversidades e simplicidades do amor. É um esforço sólido que com certeza tem o seu valor, mostrando-se um ótimo produto de produção independente, especialmente considerando o local de fala de artistas LGBTQ+ no cenário nacional."

## Divulgação
Para o lançamento do álbum, Davi lançou como primeiro single a faixa título, "Ritual", no dia 1º de agosto de 2019. Prontamente, no mesmo álbum, "Ficar Sem Você" foi lançada como segundo single do álbum, no dia 30 de agosto de 2019. Ambas as faixas possuem sonoridade parecida e foram lançadas propositalmente, segundo o cantor, que confessou: "Essas duas primeiras que lancei foram numa ordem de temperatura também. Eu queria que começasse um pouquinho mais frio, mais sereno, e aí o CD vai esquentando aos poucos. Tem um planejamento de singles que vai esquentando até o final do ano e início do ano que vem". "Banquete", com a participação de Jaloo, foi lançada juntamente com o álbum, em 27 de setembro de 2019, servindo como o terceiro single do álbum. "Não Faz Diferença", com Urias, seguiu o trabalho de divulgação, sendo o quarto single do álbum, lançada em 1º de maio de 2020.

### Versão Deluxe
No dia 8 de fevereiro de 2020, durante uma entrevista ao site O Barquinho Cultural, Davi revelou que tinha planos de lançar uma versão deluxe do álbum com músicas extras e uma nova roupagem, também prometendo mais videoclipes e afirmando que "Ritual" seria um álbum visual. No dia 4 de maio de 2020, Sabbag anunciou no seu Twitter o relançamento de "Ritual", divulgando uma nova capa, onde o cantor aparece pintado pela artista Koichi Sonoda, revelando também sua data de relançamento, 8 de maio de 2020. Para promoção do álbum, a inédita "Só Mais Uma", dueto com o cantor Filipe Papi, foi lançada um dia anterior ao álbum como primeiro single da reedição e quinto do álbum ao todo. A versão deluxe ainda conta com mais três interlúdios e a versão estendida da faixa "4:21", que outrora era um interlúdio da versão original.

## Faixas
Todas os créditos das faixas foram adaptados do Tidal.
| Edição padrão |                                   |                        |                               |         |  |
| N.º           | Título                            | Compositor(es)         | Produtor(es)                  | Duração |  |
| 1.            | "Dois Livros"                     | Davi Sabbag            | Sabbag Fábio Smeili           | 0:50    |  |
| 2.            | "Coisas da Bahia"                 | Sabbag                 | Sants Sabbag Smeili           | 3:09    |  |
| 3.            | "Não Faz Diferença" (feat. Urias) | Sabbag                 | Iuri Rio Branco Sabbag Smeili | 3:04    |  |
| 4.            | "Ritual"                          | Sabbag                 | Rio Branco Sabbag Smeili      | 3:04    |  |
| 5.            | "Ficar Sem Você"                  | Sabbag                 | Sabbag Pedrowl                | 3:12    |  |
| 6.            | "4:21"                            | Sabbag                 | Rio Branco Sabbag Smeili      | 0:54    |  |
| 7.            | "Maçã"                            | Sabbag                 | Rio Branco Sabbag Smeili      | 3:32    |  |
| 8.            | "Banquete" (feat. Jaloo)          | Sabbag                 | Sabbag Smeili                 | 2:38    |  |
| 9.            | "Café Preto" (feat. Kafé)         | Sabbag Pedro Cafezeiro | Rio Branco Sabbag Smeili      | 3:30    |  |
| 10.           | "Conversa"                        | Sabbag                 | Sabbag Smeili                 | 1:46    |  |
| 11.           | "Saiba"                           | Sabbag                 | Sabbag Smeili                 | 3:09    |  |

| Ritual (Deluxe) |                                   |                        |                               |         |  |
| N.º             | Título                            | Compositor(es)         | Produtor(es)                  | Duração |  |
| 1.              | "Abertura"                        | Davi Sabbag            | Sabbag Fábio Smeili           | 0:38    |  |
| 2.              | "Dois Livros"                     | Sabbag                 | Sabbag Smeili                 | 0:50    |  |
| 3.              | "Coisas da Bahia"                 | Sabbag                 | Sants Sabbag Smeili           | 3:09    |  |
| 4.              | "Não Faz Diferença" (feat. Urias) | Sabbag                 | Iuri Rio Branco Sabbag Smeili | 3:04    |  |
| 5.              | "Ritual"                          | Sabbag                 | Rio Branco Sabbag Smeili      | 3:04    |  |
| 6.              | "Ficar Sem Você"                  | Sabbag                 | Sabbag Pedrowl                | 3:12    |  |
| 7.              | "Limbo"                           | Sabbag                 | Rio Branco Sabbag Smeili      | 0:20    |  |
| 8.              | "4:21" (extended)                 | Sabbag                 | Rio Branco Sabbag Smeili      | 3:00    |  |
| 9.              | "Maçã"                            | Sabbag                 | Rio Branco Sabbag Smeili      | 3:32    |  |
| 10.             | "Banquete" (feat. Jaloo)          | Sabbag                 | Sabbag Smeili                 | 2:38    |  |
| 11.             | "Chique"                          | Sabbag Pedro Cafezeiro | Rio Branco Sabbag Smeili      | 0:35    |  |
| 12.             | "Café Preto" (feat. Kafé)         | Sabbag Cafezeiro       | Rio Branco Sabbag Smeili      | 3:30    |  |
| 13.             | "Só Mais Uma" (feat. Filipe Papi) | Papi Rio Branco Sabbag | Rio Branco Sabbag             | 2:59    |  |
| 14.             | "Conversa"                        | Sabbag                 | Sabbag Smeili                 | 1:46    |  |
| 15.             | "Saiba"                           | Sabbag                 | Sabbag Smeili                 | 3:09    |  |